# Anthela serranotata
Anthela serranotata is een vlinder uit de familie van de Anthelidae. De wetenschappelijke naam van de soort is voor het eerst geldig gepubliceerd in 1893 door Thomas Pennington Lucas.